# Перидотит
Перидотит — загальна назва сімейства щільних глибинних ультраосновних піроксен-олівінових порід, що містять 40-90 % олівіну.

## Етимологія
Слово перидотит походить від дорогоцінного каменю перидоту, який складається з блідо-зеленого олівіну.

## Загальний опис
Перидотит є ультраосновним, оскільки порода містить менше 45 % кремнезему. У ньому високий вміст магнію (Mg2+), що відображає високий вміст багатого магнієм олівіну з відчутним вмістом заліза. Перидотит походить із мантії Землі у вигляді твердих блоків і фрагментів або у вигляді кристалів, накопичених із магм, що утворилися в мантії. Склад перидотитів із цих шаруватих магматичних комплексів значно варіюється, відображаючи відносні пропорції піроксенів, хроміту, плагіоклазу та амфіболу.
Перидотит є домінуючою породою верхньої частини мантії Землі. Композиції конкрецій перидотиту, знайдені в певних базальтах, являють особливий інтерес разом з алмазними трубками (кімберлітом), оскільки вони містять зразки мантії Землі, підняті з глибин приблизно від 30 км до 200 км або більше. Деякі конкреції зберігають співвідношення ізотопів осмію та інших елементів, які фіксують процеси, що відбувалися під час формування Землі, і тому вони становлять особливий інтерес для палеогеологів, оскільки вони дають інформацію про ранній склад земної мантії та складність процесів, що відбувалися.
Класичний перидотит яскраво-зелений з деякими чорними вкрапленнями, хоча більшість ручних зразків мають тенденцію до темно-зеленого кольору. Відслонення перидотиту зазвичай коливаються від землистого яскраво-жовтого до темно-зеленого; це пояснюється тим, що олівін легко вивітрюється. У той час як зелений і жовтий є найпоширенішими кольорами, перидотитові породи можуть демонструвати широкий діапазон кольорів, включаючи синій, коричневий і червоний.
За мінералогічним складом виділяють види перидотиту: гарцбургіт, верліт, лерцоліт, роговообманковий перидотит. Типові другорядні мінерали — хромшпінеліди і ґранат, іноді слюда, ільменіт, основний плагіоклаз. Загальною особливістю всіх перидотитів є відносно низький вміст кремнезему (менше 44 мас. % SiO2). Одночасно вони характеризуються різким переважанням MgO над СаО. Перидотит є або похідними мантійних ультраосновних і основних магм, або тугоплавкими реститами після видалення базальтових рідин з початкової глибинної речовини.
У перидотитах структура «яскраво-строката» виникає з піроксену або рогової обманки, що охоплює олівін таким же чином. У цих випадках між двома мінеральними речовинами не існує кристалографічного зв'язку

## Поширення
У земній корі перидотити поширені переважно в складчастих поясах як в асоціації з ін. ультраосновними і основними породами, так і у вигляді самостійних масивів. Великі об'єми перидотитів відомі в деяких розшарованих інтрузіях.
Гірські породи сімейства перидотитів рідко зустрічаються на поверхні і дуже нестабільні, оскільки олівін швидко реагує з водою при типових температурах верхньої частини земної кори та на поверхні Землі. Багато, якщо не більшість, поверхневих відслонень були принаймні частково змінені на серпентиніт, процес, під час якого піроксени та олівіни перетворюються на зелений серпентин.
Вулканічним еквівалентом перидотитів є коматіїти, які здебільшого вивергалися на початку історії Землі та рідко зустрічаються в породах, молодших за архейський вік.
Невеликі шматочки перидотиту були знайдені в місячних брекчіях.

## Пов'язані родовища
З перидотитами пов'язані родовища хромових руд, азбесту, силікатного нікелю, тальку, вогнетривів, іноді сульфідних мідно-нікелевих руд. Шаруваті інтрузії з кумулятним перидотитом зазвичай пов'язані з сульфідними або хромітовими рудами. Сульфіди, пов'язані з перидотитами, утворюють нікелеві руди і платиноїдні метали; більша частина платини, що використовується сьогодні у світі, видобувається з Бушвельдського магматичного комплексу в Південній Африці та Великої Дайки Зімбабве. Смуги хроміту, виявлені в перидотитах, є основним світовим джерелом хрому.

## Цікаво
Перидотит потенційно може бути використаний для захоплення та зберігання атмосферного CO2 як частини поглинання парникових газів, пов’язаних зі зміною клімату.  Перидотит реагує з CO2, утворюючи твердий карбонатний вапняковий або мармуровий мінерал; і цей процес можна суттєво пришвидшити (в мільйони разів або більше) за допомогою добре освоєного буріння та гідравлічного розриву, щоб забезпечити запомповування CO2 у підповерхневу формацію перидотиту.